# Panduripharynx ornata
Panduripharynx ornata är en rundmaskart som beskrevs av Timm 1961. Panduripharynx ornata ingår i släktet Panduripharynx och familjen Chromadoridae. Inga underarter finns listade i Catalogue of Life.